# Хейл, Люси
Карен Люсиль «Люси» Хейл (англ. Karen Lucille «Lucy» Hale; род. 14 июня 1989, Мемфис, Теннесси, США) — американская актриса кино и озвучивания, кантри-певица, автор песен, дизайнер, модель и общественный деятель.

## Биография
Родилась 14 июня 1989 года в Мемфисе, штат Теннесси. Своё имя девушка получила в честь своей прабабушки. Её родителей зовут Джули Найт (медсестра) и Престон Хейл. У Люси есть родная старшая сестра Мэгги. Их родители развелись, когда они были подростками. Впоследствии Джули и Престон вновь связали себя узами брака, поэтому у Люси есть ещё 4 сводные сестры. 

С 8 лет Люси стала брать уроки вокала, а в 12 лет перешла на домашнее обучение. 

В 2012 году Хейл призналась, что в подростковом возрасте страдала анорексией.
В 13 лет Люси вместе с матерью приехала в Лоc-Анджелес, чтобы принять участие в шоу талантов «American Juniors» (подразделение «American Idol»). Она стала популярной благодаря исполнению хита 1980-х годов «Call Me», а позже попала в пятёрку финалистов конкурса, и, будучи частью этого квинтета, записала несколько сольных песен для альбома «Kids in America». В том же 2003 году Хейл появилась в эфире таких телевизионных проектов, как «An American Idol Christmas», «Entertainment Tonight» и «Slime Time Live» на канале Nickelodeon.

## Актёрская карьера
В возрасте 15 лет Люси окончательно переехала в Лос-Анджелес, где её стали приглашать на эпизодические роли в таких сериалах, как «Одинокие сердца», «Дрейк и Джош», «Как выжить в школе», «Как я встретил вашу маму», «Секреты маленького городка», «Волшебники из Вэйверли Плэйс», где Люси снималась в нескольких эпизодах первого сезона.
В 2007 году Хейл появилась в сериалах «Американская семейка» и «Частная практика». Люси также получила роль Бекки Саммерс в фантастическом сериале «Биобаба», однако трансляцию шоу прекратили из-за забастовки сценаристов. 

Актриса также появилась в проекте «The Apostles», в рамках которого сотрудники полиции пытаются разделить свою профессиональную и личную жизнь. Она исполнила роль Рейчел, дочери одного из офицеров.

В том же году Люси сыграла одну из второстепенных ролей в мелодраме «Джинсы-талисман 2», где также снимались Блейк Лайвли, Алексис Бледел и Америка Феррера. 
В 2008 году Люси получила главную роль в сериале канала CW «Избалованные» и снялась в двух телефильмах: «Остров страха» и «Войны в женской общаге».

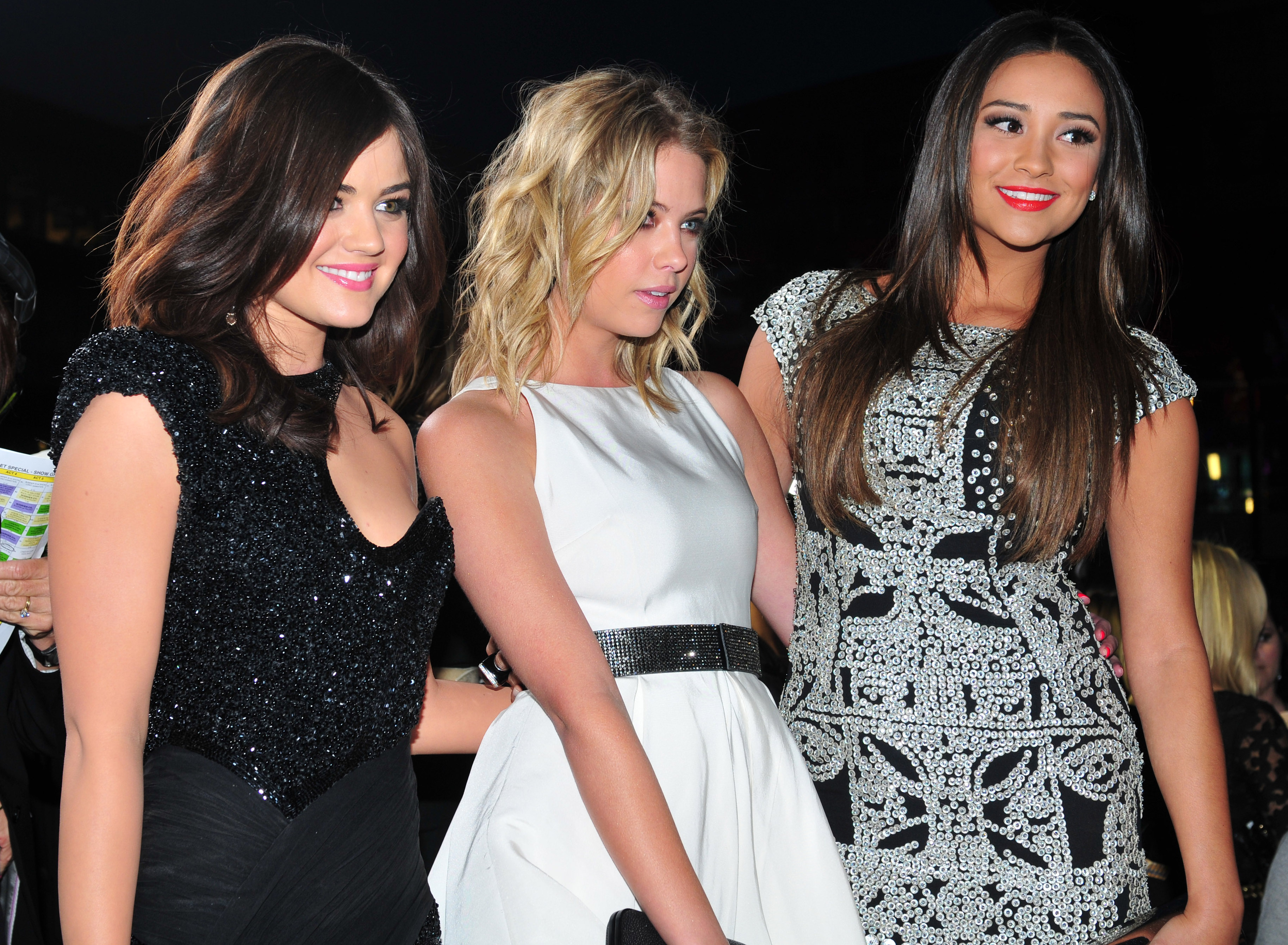
С Эшли Бенсон и Шей Митчелл, своими коллегами по сериалу «Милые обманщицы»

С 2010 года Хейл играла главную роль в популярном сериале «Милые обманщицы». За эту роль актриса, была удостоена пяти наград Teen Choice Awards, Young Hollywood Awards и др.
В 2011 году актриса появилась в фильме ужасов Уэса Крэйвена «Крик 4», и исполнила главную роль в фильме «История Золушки 3». В 2012 году озвучила одну из фей в анимационной картине «Феи: Тайна зимнего леса».
В 2014 году Хейл была приглашённой звездой в сериале канала ABC Family «Папочка» и исполнила в нём роль Пайпер Стокдеил. Кроме того, она вновь появилась в сериале «Как я встретил вашу маму». В 2018 году вышел триллер «Правда или действие» с Люси в главной роли, а в 2020 году — мистический фильм ужасов Джеффа Уодлоу «Остров фантазий». 

Кроме того, в 2020—2021 актрису можно было увидеть в сериале «Ривердейл».
В 2021 году актриса исполнила главную роль в романтической комедии «Мой любимый враг» — экранизации романа-бестселлера Салли Торн.

## Музыкальная карьера
С началом актёрской карьеры музыкальная отошла на второй план, но в 2011 году Люси записала несколько саундтреков для своего фильма «История Золушки 3». Благодаря этому, в 2012 году она подписала контракт с крупнейшим звукозаписывающим лейблом «Hollywood Records».
7 января 2014 года вышел её дебютный сингл «You Sound Good to Me», моментально возглавивший кантри-чарты США, Канады и Австралии. 

Релиз кантри-альбома Хейл под названием «Road Between» состоялся 3 июня 2014 года. Люси лично принимала участие в написание некоторых из его композиций. Альбом получил положительные отзывы критиков. Второй сингл в поддержку альбома назывался «Lie A Little Better», и он вышел 28 июля.
В октябре 2014 года стало известно, что Хейл также написала песню для дебютного альбома молодой кантри-исполнительницы Эшли Лиссет.

## Общественная деятельность
В 2011 году Люси сотрудничала с брендом Vans. Тогда же она подписала контракт с Bongo и стала лицом компании до 2013 года. 
В 2012 году она представляла летнюю коллекцию сети магазинов модной одежды «Bench».
В августе 2013 года Хейл вместе с актёром сериала «Хор» Дарреном Криссом была ведущей церемонии награждения Teen Choice Award 2013. 

Тогда же она была объявлена новым послом красоты бренда Mark. (ответвление компании Avon), и занялась благотворительностью в рамках компании m.poverment by Mark, помогающей женщинам, страдающим от насилия. 
С января 2014 года Хейл близко сотрудничает с крупнейшим в мире Детским Онкологическим Центром «St.Jude».

В июле 2014 года Люси создала собственную линию одежды для бренда Hollister Co. Коллекция была успешно распродана в США, Канаде, Испании, Франции и Англии. Кроме того, в августе она была ведущей пре-шоу церемонии награждения «MTV Video Music Awards 2014».

В октябре 2014 года Хейл объединилась с брендом «Abercrombie & Fitch» в борьбе против умышленного запугивания подростков и их шантажа.

## Личная жизнь
В 2007 - 2009 г. Люси встречалась с Дэвидом Генри, звездой диснеевского сериала «Волшебники с Вэйверли Плэйс». 
C января 2012 года она встречалась с актёром Крисом Зилкой, но в сентябре того же года пара рассталась.
Летом 2013 года у неё был короткий роман с актёром сериала «Революция» Грэмом Роджерсом. 
В апреле 2014 года Хейл стала встречаться с кантри-исполнителем Джоэлем Краусом, но после двух месяцев отношений они решили расстаться.
С июня 2015 года встречалась с Энтони Калабреттой. Пара рассталась в мае 2017 года.

## Фильмография
| Год       |    | Русское название                                     | Оригинальное название                    | Роль                          |
| --------- | -- | ---------------------------------------------------- | ---------------------------------------- | ----------------------------- |
| 2005      | с  | Рассекреченное руководство Неда по выживанию в школе | Ned's Declassified School Survival Guide | Эйми Кэсседи                  |
| 2006      | с  | Дрейк и Джош                                         | Drake & Josh                             | Хейзел                        |
| 2006      | с  | Секреты маленького городка                           | Secrets of a Small Town                  | Тиша Стил                     |
| 2006      | с  | Одинокие сердца                                      | The O.C.                                 | Хэдли Хоторн                  |
| 2007      | тф | Американская семья                                   | American Family                          | Британи Джейн                 |
| 2007—2014 | с  | Как я встретил вашу маму                             | How I Met Your Mother                    | Кэти Щербатски                |
| 2007      | с  | Биобаба                                              | Bionic Woman                             | Бекка Саммерс                 |
| 2007—2008 | с  | Волшебники из Вэйверли Плэйс                         | Wizards of Waverly Place                 | Миранда Хэмпсон               |
| 2008      | тф | Апостолы                                             | The Apostles                             | Рэйчел Рудел                  |
| 2008      | ф  | Джинсы-талисман 2                                    | The Sisterhood of the Traveling Pants 2  | Эффи Калигарис                |
| 2008—2009 | с  | Избалованные                                         | Privileged                               | Роуз Байкер                   |
| 2009      | тф | Остров страха                                        | Fear Island                              | Меган                         |
| 2009      | с  |                                                      | Ruby & the Rockits                       | Кристен                       |
| 2009      | тф | Войны в женской общаге                               | Sorority Wars                            | Кэти Паркер                   |
| 2009      | с  | Частная практика                                     | Private Practice                         | Даниель                       |
| 2010      | с  | C.S.I.: Место преступления Майами                    | CSI: Miami                               | Фиби Николс / Ванесса Пантон  |
| 2010—2017 | с  | Милые обманщицы                                      | Pretty Little Liars                      | Ария Монтгомери / Фицджеральд |
| 2011      | ф  | Крик 4                                               | Scream 4                                 | Шерри Маркони                 |
| 2011      | ф  | История Золушки 3                                    | A Cinderella Story: Once Upon a Song     | Кэти Гибс                     |
| 2012      | мф | Феи: Тайна зимнего леса                              | Secret of the Wings                      | Незабудка                     |
| 2012      | с  | Подстава                                             | Punk'd                                   | Камео                         |
| 2014      | с  | Папочка                                              | Babby Daddy                              | Пайпер Стокдеил               |
| 2018      | с  | Пожизненный приговор                                 | Life Sentence                            | Стелла Эбботт                 |
| 2018      | ф  | Правда или действие                                  | Truth or Dare                            | Оливия                        |
| 2018      | ф  | Чувак                                                | Dude                                     | Лили                          |
| 2018      | ф  | Единорог                                             | The Unicorn                              | Джесси                        |
| 2019      | мф | Королевские каникулы                                 | Trouble                                  | Зои Белл                      |
| 2020      | ф  | Остров фантазий                                      | Fantasy Island                           | Мелани Коул                   |
| 2020—2021 | с  | Ривердейл                                            | Riverdale                                | Кэти Кин                      |
| 2020      | с  | Кэти Кин                                             | Katy Keen                                | Кэти Кин                      |
| 2020      | ф  | Порнолоджи, или Милашка как ты                       | A Nice Girl Like You                     | Люси                          |
| 2021      | с  | Сшиватель                                            | Ragdoll                                  | инспектор Лейк Эдмондс        |
| 2021      | ф  | Мой любимый враг                                     | The Hating Game                          | Люси Хаттон                   |
| 2022      | ф  | Боррего                                              | Borrego                                  | Элли                          |
| 2022      | ф  | Большой золотой слиток                               | Big Gold Brick                           | Лили                          |
| 2022      | ф  | Повседневная логика счастья                          | The Storied Life of A.J. Fikry           | Амелия                        |
| 2023      | ф  | Под прикрытием                                       | Inside Man                               | Джина Туччи                   |
| 2023      | ф  | Щенячья любовь                                       | Puppy Love                               | Николь Мэтью                  |
| 2023      | ф  | Что ведет меня к тебе                                | Which Brings Me to You                   | Джейн                         |
| 2025      | в  | Переспать, жениться, убить                           | F*** Marry Kill                          | Ева Во                        |

## Дискография
| Название     | Дата выхода | US Billboard 200 | US Top Country Albums | Canadian Albums |
| ------------ | ----------- | ---------------- | --------------------- | --------------- |
| Road Between | 3 июня 2014 | 14               | 4                     | 13              |

## Синглы
- «You Sound Good to Me[англ.]» (7 января 2014 (Hollywood Records))
- «Lie a Little Better[англ.]» (28 июля (Hollywood Records))

## Видеоклипы
| Название             | Режиссёр        | Альбом         | Год  |
| -------------------- | --------------- | -------------- | ---- |
| You Sound Good to Me | Филип Андельман | «Road Between» | 2014 |
| Lie a Little Better  | Филип Андельман | «Road Between» | 2014 |

## Награды
| Награды и номинации     | Награды и номинации | Награды и номинации                                                           | Награды и номинации | Награды и номинации |
| Награда                 | Год                 | Категория                                                                     | Проект              | Итог                |
| ----------------------- | ------------------- | ----------------------------------------------------------------------------- | ------------------- | ------------------- |
| Teen Choice Awards      | 2010                | Choice Summer TV Star: Female                                                 | Милые Обманщицы     | Награда             |
| Teen Choice Awards      | 2011                | Choice Summer TV Star: Female                                                 | Милые Обманщицы     | Награда             |
| Teen Choice Awards      | 2012                | Actress: Drama                                                                | Милые Обманщицы     | Награда             |
| Teen Choice Awards      | 2013                | Choice Summer TV Star: Female                                                 | Милые Обманщицы     | Награда             |
| Teen Choice Awards      | 2014                | Actress: Drama                                                                | Милые Обманщицы     | Награда             |
| Young Hollywood Awards  | 2011                | Best Ensemble Cast (совместно с Тройэн Беллисарио, Шей Митчелл и Эшли Бенсон) | Милые Обманщицы     | Награда             |
| Young Hollywood Awards  | 2013                | Fan Favourite Female                                                          |                     | Награда             |
| Cosmopolitan Awards     | 2012                | Fan Fearless Female                                                           |                     | Награда             |
| Gracie Allen Awards     | 2013                | Outstanding Performance by a Female Rising Star                               | Милые Обманщицы     | Награда             |
| People’s Choice Awards  | 2014                | Cable TV actress                                                              | Милые Обманщицы     | Награда             |
| MTV Europe Music Awards | 2014                | Artist On The Rise                                                            |                     | Номинация           |